# Liste der Planetarien in Österreich
Die Liste der Planetarien in Österreich führt alle Planetarien in Österreich auf, die von der Gesellschaft Österreichischer Planetarien genannt werden:
- Planetarium im Naturhistorischen Museum Wien
- Sternenturm/Planetarium Judenburg
- Planetarium Klagenfurt
- Planetarium Schwaz
- Zeiss Planetarium der Stadt Wien
- Puplic Space (ein Pop-Up Planetarium)